# Uniwersytet w Ratyzbonie
Uniwersytet w Ratyzbonie (niem. Universität Regensburg) – niemiecka uczelnia publiczna z siedzibą w Ratyzbonie. 
Uczelnia została utworzona w 1962, a działalność dydaktyczną rozpoczęła w 1967 roku. Jest autonomiczną instytucją, wspomaganą finansowo przez rząd Bawarii. 

## Struktura organizacyjna
W skład uczelni wchodzą następujące jednostki organizacyjne: 
- Wydział Biologii i Medycyny Preklinicznej
- Wydział Biznesu, Ekonomii i Zarządzania Systemami Informatycznymi
- Wydział Teologii Katolickiej
- Wydział Chemii i Farmacji
- Wydział Filologii, Literatury i Kultury
- Wydział Prawa
- Wydział Matematyki
- Wydział Medycyny
- Wydział Stomatologii
- Wydział Filozofii, Historii Sztuki i Nauk Humnistycznych
- Wydział Fizyki
- Wydział Psychologii, Edukacji i Nauk o Sporcie.